# Siglo VII a. C.
El siglo VII a. C. o siglo VII a. e. c. (siglo séptimo antes de la era común) comenzó el 1 de enero de 700 a. C. y terminó el 31 de diciembre del 601 a. C.

## Acontecimientos
- En Persia (actual Irán), Zoroastro funda la religión zoroástrica (la fecha es discutida).
- En la antigua Grecia, las leyes escritas se convierten en costumbre y sustituyen gradualmente a la arbitrariedad judicial; también surgen la poesía y la música. Surgen las tácticas hoplitas: Una falange unida sustituye a los guerreros solitarios de los caballeros.
- En Nínive, la capital del Imperio asirio, se construye una biblioteca de tablillas de arcilla pero es destruida con la caída del imperio.
- Por primera vez, marineros fenicios circunnavegan toda África.

### Grecia
- 670-657 a. C. (probablemente): en Esparta se libra la segunda guerra mesenia.
- 665 a. C.: los jonios fundan la aldea de Estagira (donde nacerá el filósofo Aristóteles).
- 664 a. C.: en Grecia se libra una batalla naval entre Corinto y Córcira.
- 650 a. C.: en la costa de Tracia, los griegos fundan la colonia de Abdera, de acuerdo con la información suministrada por el historiador Heródoto (484-425 a. C.).
- 624 a. C. (aproximadamente): en Atenas, el estadista Dracón dicta sus famosas leyes.
- 600 a. C.: en la actual Turquía, Esmirna es saqueada y destruida.
- c. 600 a. C.: en la Antigua Grecia termina el período orientalizado de jarras.
- c. 600 a. C.: en la Antigua Grecia comienza el período de escultura.
- c. 600 a. C.: en Corinto, un alfarero realiza un olpe (jarra de asa alta) que actualmente se encuentra en poder del Museo Británico (en Londres).
- c. 600 a. C.: en Ática (Grecia), un artista realiza un kuros (estatua de joven) de 1,95 m, que actualmente se encuentra en poder del Museo Metropolitano de Arte (en Nueva York). (Ver foto y datos)
- c. 600 a 580 a. C.: en la isla de Corfú se construye el templo de la diosa Artemisa.

### Península italiana
- 600 a. C.: fundación de la aldea de Capua (25 km al norte de la actual ciudad de Nápoles).
- 600 a. C. (año aproximado): en el norte de la península, los celtas fundan la aldea de Milán.
- 600 a. C. (año aproximado): en la costa del mar Tirreno, a 23 km al sureste de Nápoles, los romanos fundan la aldea de Pompeya.
- 673 a. C.: Tras la muerte de Numa Pompilio, el tercer rey de Roma es Tulo Hostilio.
- 667 a. C.: Combate entre Horacios y Curiacios.
- 665 a. C.: A unos 24 km al sureste de Roma, a orillas del lago Albano, los romanos destruyen la legendaria ciudad de Alba Longa.
- 641 a. C.: Tras la muerte de Tulo Hostilio, el cuarto rey de Roma es Anco Marcio.
- 616 a. C.: Tras la muerte de Anco Marcio, el quinto rey de Roma es Tarquinio Prisco.

### Península ibérica
- 700 a. C.: Introducción del hierro; comienza la Edad del Hierro.
- 700-675 a. C.: Expansión de los fenicios por el sureste, alcanzando las zonas mineras de lo que hoy es Almería y Granada.
- H. 700- h. 550 a. C.: Período final de Tartessos, con rasgos orientalizantes; los yacimientos se encuentran en toda la zona meridional de la península ibérica y también en Extremadura.
- En este siglo y el siguiente comienza la escritura tartésica.
- Desde este siglo y hasta el V o el IV a. C., se desarrollan las estelas del suroeste de la península.
- 675-600 (años aproximados): Fase protoibérica.
- 654 a. C.: en la isla de Ibiza, los fenicios fundan la colonia de Iboshim (‘isla de [el dios egipcio] Bes’). Los romanos transcribirán Ebusus. Es la primera colonia de Cartago.
- 650 a. C. (año aproximado): Fundación de Sexi (Almuñécar).
- 650-630 a. C. (años aproximados): El barco del mercader y navegante jonio Coleo de Samos, en ruta hacia Egipto, es arrastrado por los vientos hasta Tartessos (en España), mercado virgen para los griegos, obteniendo una de las mayores ganancias que se recordaban en su momento, evaluadas en 60 talentos, es decir, 1620 kg de plata.

### Resto de Europa
- 600 a. C.: en la isla de Saaremaa (Estonia), caen los meteoritos que generan el cráter de Kaali.
- 600 a. C. (fecha tradicional): en el sur de Francia, los fócidos fundan ―después de una batalla contra los cartagineses― la colonia griega de Massalia (actual Marsella).
- 600 a. C.: primeras chozas en Emain Macha (en el condado Armagh, Irlanda del Norte). Datado con radiocarbono.

### Egipto
- 663 a. C.: Comienza la dinastía XXVI de Egipto, que durará hasta el 525 a. C.
- 610 a. C.: el faraón Necao II comienza a gobernar Egipto.
- 609 a. C.: en la batalla de Megido (actual Israel) muere el rey Josías del reino de Judá contra el faraón Necao II de Egipto, quien estaba viajando al norte para ayudar al estado de asirio de Ashur-uballit II.
- 605 a. C.: en la batalla de Karkemish, el príncipe heredero Nabucodonosor II de Babilonia derrota al ejército de Necao II de Egipto, asegurando la conquista de Asiria. El ejército babilonio continúa hasta Siria y Judá, que cae ante los caldeos.

### Cartago
- 600 a. C.: Cartago se expande por África del Norte.

### Asia
- 700 a. C.: en el sur del actual Líbano, la ciudad de Tiro se rebela contra Asiria y forma un estado independiente.
- 691 a. C.: batalla de Jalule entre el asirio Senaquerib y Mushezib-Marduk de Babilonia.
- 689 a. C.: en la actual Irak, el rey Senaquerib de Asiria saquea Babilonia.
- 685 a. C. (8 de agosto): en Qianshi, 411 km al sursureste de Pekín (China) ―en el marco del período de primavera y otoño―, tras la muerte de Gongsun Wuzhi (el anterior duque del estado Qi), el duque Zhuang del estado Lu envía un ejército al Ducado de Qi para instalar a Gongzi Jiu (el príncipe exiliado de Qi) como nuevo duque de Qi, pero es derrotado en la batalla de Qianshi por el hermano de Jiu y pretendiente rival, el recién inaugurado duque Huan de Qi.[1]
- 676 a. C.: Tiro se convierte en provincia de Asiria.
- 667 a. C.: en la actual Turquía, colonos griegos de Megara fundan Bizancio.
- 660 a. C. (11 de febrero): fecha tradicional en que el emperador Jinmu fundó Japón y se convierte en el primer emperador de su país.
- 650 a. C.: Asiria se expande.
- 646 a. C.: batalla entre el asirio Asurbanipal y Khumma-Khaldash III de Elam.
- 645 a. C.: Asiria y Media conquistan Elam.
- 640 a. C.: en la actual Irak, el rey asirio Asurbanipal funda su biblioteca, la cual incluye la copia más antigua conservada hasta hoy del Poema de Gilgamesh.
- 639 o 624 a. C.: en Mileto (Aydín, Turquía) nace el filósofo y físico Tales (f. 547 a. C.).
- 628 a. C. (fecha tradicional): nace el profeta Zoroastro.
- 626 a. C.: muere Asurbanipal, último gran rey asirio
- 625 a. C.: medos y babilonios reafirman su independencia de Asiria y atacan Nínive.
- c. 625 a. C.: en el actual Uzbekistán se funda la aldea de Samarkanda.
- 622 o 621 a. C.: en el templo deJerusalén se encuentra el texto del Deuteronomio.
- 614 a. C.: Nabopolasar de Babilonia toma Assur con la ayuda del medo Ciáxares.
- 612 a. C.: Nínive, la capital asiria, cae ante los babilonios y los medos.
- 609 a. C.: los babilonios derrotan al ejército asirio de Asurubalit II y capturan Harrán. Ashur-uballit, el último rey asirio, desaparece de la historia.
- 609 a. C.: Joacaz sucede a su padre Josías como rey de Judá, pero rápidamente el faraón Nekao lo depone, e instala a Joaquim (hermano de Joacaz).
- 607 a. C.: en China muere Zhou Kuangwang (rey de la dinastía Zhou).
- 606 a. C.: en China, Zhou Dingwang se vuelve rey de la dinastía Zhou.
- 609 a. C.: Invasiones de cimerios en Frigia, probablemente relacionadas con la caída del Imperio Hitita.
- 605 a. C.: Nabopolasar de Babilonia toma Karkemish.
- 605 a. C.: Nabucodonosor II sucede a su padre Nabopolasar como rey de Babilonia.
- 604 a. C.: Babilonia consigue tener costa en el Mediterráneo.
- 600 a. C.: expedición fenicia mandada por el faraón Necho II. Primera circunnavegación de África.
- 600 a. C.: Nabucodonosor II construye los Jardines colgantes de Babilonia.
- 600 a. C.: en la actual Armenia se funda el reino armenio de Cilicia.
- c. 600 a. C.: en Persia se vuelve popular el zoroastrismo.

### América
- En México se desarrolla la cultura olmeca.
- En la actual Oaxaca de Juárez (México), los zapotecas fundan la aldea de Monte Albán.

### Ciencía y tecnología
- En Lidia (Turquía) se introducen el uso de monedas de oro y plata y las tiendas de cambio.[2]
- El 6 de abril de 648 a. C. se produce el eclipse solar más antiguo documentado por los griegos.[3]

## Personas relevantes

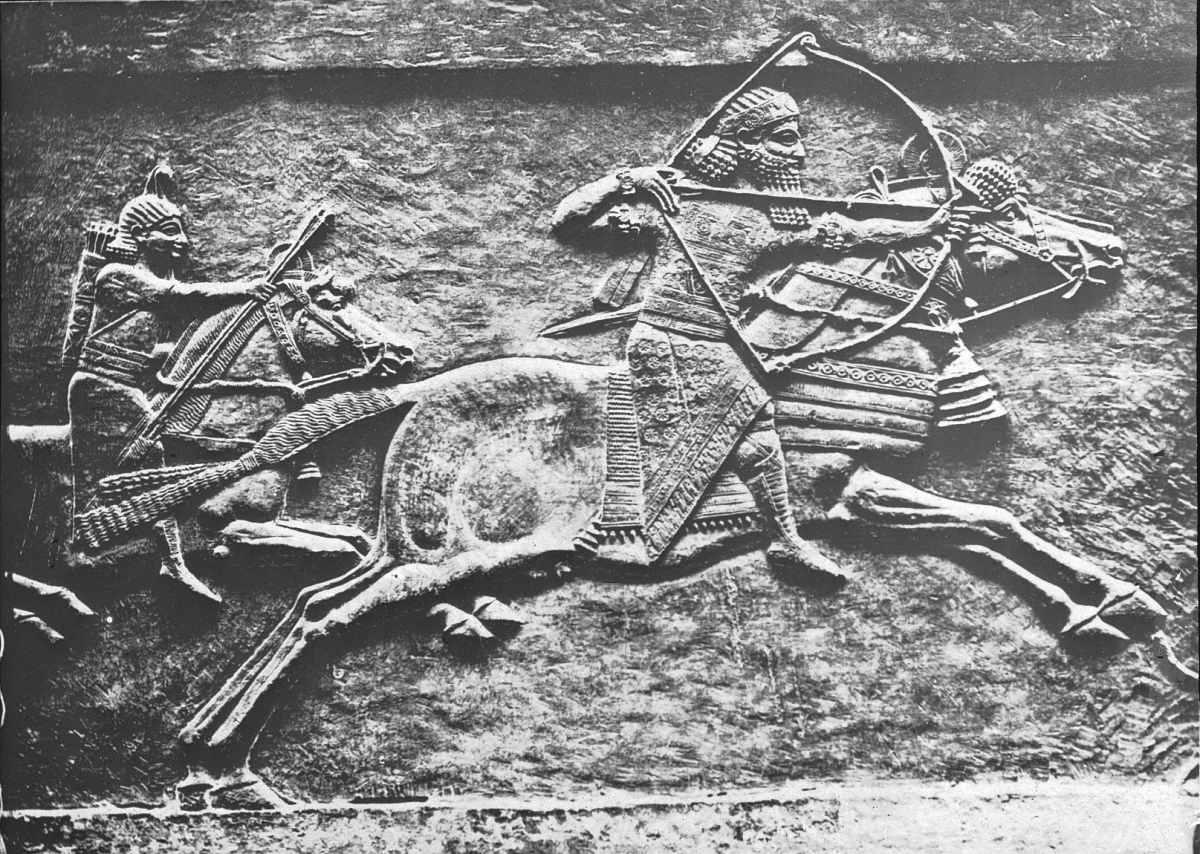
Assurbanipal (Museo Británico)

- Licurgo, legislador legendario de Esparta.
- Dracón de Tesalia.
- Giges de Lidia
- Anaximandro (610-546 a. C.), filósofo griego.
- Senaquerib (704-681 a. C.), rey de Asiria.
- Asarhaddón (680-669 a. C.), rey de Asiria.
- Asurbanipal (668-631 a. C.), el último gran rey de Asiria.
- Psamético I
- Ciáxares
- Nabopolasar (625-605 a. C.), rey caldeo de Babilonia, fundador del Imperio Neobabilónico y artífice de la caída del Imperio Asirio.
- Nabucodonosor II
- Tales de Mileto (625-547 a. C.), filósofo griego.
- Tirteo, poeta espartano.
- Zaratustra (en griego Zoroastro)
- Safo de Lesbos, (630-580 a. C.), poetisa griega.